# Moñitos (kommun)
Moñitos är en kommun i Colombia.   Den ligger i departementet Córdoba, i den nordvästra delen av landet, 600 km norr om huvudstaden Bogotá. Antalet invånare är 23 597. Arean är 180 kvadratkilometer.
Terrängen i Moñitos är platt.